# Directo (álbum de Soziedad Alkoholika)
Directo es el nombre de un disco, grabado en directo, del grupo Soziedad Alkoholika y lanzado en 1999.
Las canciones se grabaron en Dima el 4 de noviembre de 1998, en la sala Arena de Valencia el 4 de diciembre y en la sala La Riviera de Madrid el 11 del mismo mes. Es el primer disco en el que participa el guitarrista Javi.

## Canciones
| N.º | Título                   | Duración |  |
| 1.  | «Palomas Y Buitres»      | 3:57     |  |
| 2.  | «Ratas»                  | 3:58     |  |
| 3.  | «No Kiero Participar»    | 3:28     |  |
| 4.  | «La Aventura Del Saber»  | 2:03     |  |
| 5.  | «Peces Mutantes»         | 3:06     |  |
| 6.  | «En El Tejado»           | 3:24     |  |
| 7.  | «Sin Dios Ni Ná»         | 2:06     |  |
| 8.  | «Jaulas De Tierra»       | 4:52     |  |
| 9.  | «Cuando Nada, Vale Nada» | 3:31     |  |
| 10. | «Va Bien»                | 3:25     |  |
| 11. | «Nada Que Explicar»      | 2:53     |  |
| 12. | «S.H.A.K.T.A.L.E.»       | 3:09     |  |
| 13. | «Sorprendente»           | 3:23     |  |
| 14. | «Operación Mengele»      | 2:33     |  |
| 15. | «Cienzia Asesina»        | 3:39     |  |
| 16. | «Ariel Ultra»            | 2:11     |  |
| 17. | «Ya Guelen»              | 2:24     |  |
| 18. | «Cervezas Y Porros»      | 2:48     |  |
| 19. | «Motxalo!»               | 3:53     |  |
| 20. | «Feliz Falsedad»         | 3:53     |  |
| 21. | «Nos Vimos En Berlín»    | 3:32     |  |

## Curiosidades
- Primer disco grabado con el guitarrista Javi.
- La canción Ariel Ultra está dedicada a Aitor Zabaleta, asesinado unos días antes tras un partido de fútbol entre el Atlético de Madrid y la Real Sociedad de Fútbol en Madrid.

## Formación
- Juan - voz
- Jimmy - guitarra
- Javi - guitarra
- Pirulo - bajo
- Roberto - batería

- Datos: Q5808101